# Eufemia Cabrera de Roa
Eufemia Cabrera de Roa o, abans, de Borda (Bogotà, 3 de setembre de 1842 - 14 de gener de 1915) va ser una escriptora, periodista i mestra colombiana.
Nascuda a Bogotà el 3 de setembre de 1842. Va casar-se en primeres núpcies amb l'historiador José Joaquín Borda, i en segones amb Jorge Roa, conegut per haver estat editor de la Biblioteca Popular.
Cabrera és inclosa dintre del grup d'escriptores anomenades de «fi de segle», amb altres com Priscila Herrera de Núñez, Herminia Gómez Jaime, Concepción Jiménez de Araújo, Ester Flórez Álvarez o Julia Jimeno de Pertuz. Estimulada pel seu primer marit va escriure alguns articles i poesies utilitzant el pseudònim «Rebeca», que es van publicar als diaris dirigits per Borda. Aquests escrits consistien, en l'àmbit periodístic, en semblances i necrologies, i en el literari en poesies i articles en prosa, que hom afirma que gaudien de la mateixa qualitat que altres autores contemporànies. Un dels seus relats és Un caballero español, que sembla voler basar-se en l'època de la conquesta espanyola d'Amèrica, que explica les desavinences entre un adelantado i un dels capitans que té a les seves ordres. Més tard ajudà el seu segon marit en la col·lecció de materials que va utilitzar per a la Biblioteca Popular.
També va ser directora del col·legi femení La Merced, càrrec que va ocupar fins a 1881.
Va morir a la seva ciutat natal el 14 de gener de 1915.